# بلان مانژ
بلان مانژ (فرانسوی: Blancmange‎) دسری فرانسوی است که با شیر یا خامه و شکر و نشاسته ذرت تهیه میشود. 